# NGC 3810
NGC 3810 este o galaxie spirală situată în constelația Leul. A fost descoperită în 15 martie 1784 de către William Herschel. Se află la o distanță de 15,92 megaparseci de Pământ.